# Campionat Mundial de Turismes de 2007
El Campionat Mundial de Turismes de 2007 va ser la quarta temporada del Campionat Mundial de Turismes. Va començar l'11 de març i va acabar el 18 de novembre després de 20 curses.

## Pilots i equips
| No. | Pilot                | Equip                   | Cotxe                  |
| --- | -------------------- | ----------------------- | ---------------------- |
| 1   | Andy Priaulx         | BMW Team UK             | BMW 320si              |
| 2   | Jörg Müller          | BMW Team Germany        | BMW 320si              |
| 3   | Augusto Farfus Jr.   | BMW Team Germany        | BMW 320si              |
| 4   | Alessandro Zanardi   | BMW Team Italy-Spain    | BMW 320si              |
| 5   | Félix Porteiro       | BMW Team Italy-Spain    | BMW 320si              |
| 6   | Robert Huff          | Chevrolet               | Chevrolet Lacetti      |
| 7   | Nicola Larini        | Chevrolet               | Chevrolet Lacetti      |
| 8   | Alain Menu           | Chevrolet               | Chevrolet Lacetti      |
| 9   | Jordi Gené           | SEAT Sport              | SEAT León              |
| 9   | Jordi Gené           | SEAT Sport              | SEAT León TDI          |
| 10  | Michel Jourdain Jr.  | SEAT Sport              | SEAT León              |
| 11  | Gabriele Tarquini    | SEAT Sport              | SEAT León              |
| 11  | Gabriele Tarquini    | SEAT Sport              | SEAT León TDI          |
| 12  | Yvan Muller          | SEAT Sport              | SEAT León              |
| 12  | Yvan Muller          | SEAT Sport              | SEAT León TDI          |
| 14  | Fredrik Ekblom       | BMW Team UK             | BMW 320si              |
| 15  | James Thompson       | N.Technology            | Alfa Romeo 156         |
| 16  | Olivier Tielemans    | N.Technology            | Alfa Romeo 156         |
| 17  | Tomas Engström       | Engström Motorsport     | Honda Accord Euro R    |
| 18  | Tiago Monteiro       | SEAT Sport              | SEAT León              |
| 19  | Roberto Colciago     | SEAT Sport Italia       | SEAT León              |
| 20  | Tom Coronel          | GR Asia                 | SEAT León              |
| 21  | Emmet O'Brien        | GR Asia                 | SEAT León              |
| 22  | Maurizio Ceresoli    | GR Asia                 | SEAT León              |
| 23  | Pierre-Yves Corthals | Exagon Engineering      | SEAT León              |
| 24  | Anthony Beltoise     | Exagon Engineering      | SEAT León              |
| 25  | Duncan Huisman       | Team RAC / Aviva        | BMW 320si              |
| 26  | Stefano D'Aste       | Wiechers Sport          | BMW 320si              |
| 27  | Colin Turkington     | Team RAC / Aviva        | BMW 320si              |
| 28  | Carl Rosenblad       | Elgh Motorsport         | BMW 320si              |
| 30  | Luca Rangoni         | Proteam Motorsport      | BMW 320si              |
| 31  | Sergio Hernández     | Proteam Motorsport      | BMW 320si              |
| 32  | Davide Roda          | Proteam Motorsport      | BMW 320si              |
| 33  | Miguel Freitas       | Racing for Belgium      | Alfa Romeo 156         |
| 34  | Massimiliano Pedalà  | SEAT Sport Italia       | SEAT León              |
| 35  | Timur Sadredinov     | GR Asia                 | SEAT León              |
| 36  | María de Villota     | Maurer Motorsport       | Chevrolet Lacetti      |
| 37  | Phillip Geipel       | TFS Yaco Racing         | Toyota Corolla T-Sport |
| 38  | Oscar Nogués         | SEAT Sport              | SEAT León              |
| 40  | Peter Terting        | SEAT Sport              | SEAT León              |
| 43  | Franz Engstler       | Engstler Motorsport     | BMW 320i               |
| 44  | Andrey Romanov       | Engstler Motorsport     | BMW 320i               |
| 45  | Sergey Krylov        | GR Asia                 | SEAT León              |
| 46  | David Louie          | Engstler Motorsport     | BMW 320i               |
| 50  | Lev Fridman          | Russian Bear Motorsport | BMW 320i               |
| 51  | Evgeny Zelenov       | Russian Bear Motorsport | BMW 320i               |
| 52  | Viktor Shapovalov    | Russian Bear Motorsport | BMW 320i               |
| 54  | Alexander Lvov       | Golden Motors           | Honda Accord Euro R    |
| 55  | Andrey Smetsky       | Golden Motors           | Honda Accord Euro R    |
| 60  | Robert Dahlgren      | Polestar Racing         | Volvo S60 Flexifuel    |
| 62  | Ao Chi Hong          | Ao's Racing Team        | BMW 320i               |
| 63  | Henry Lee Jr.        | Avtodom Racing          | BMW 320i               |
| 66  | André Couto          | N.Technology            | Alfa Romeo 156         |
| 77  | Luís Pedro Magalhães | Exagon Engineering      | SEAT León              |
| 88  | Rickard Rydell       | Chevrolet               | Chevrolet Lacetti      |
| 88  | Rickard Rydell       | SEAT Sport              | SEAT León              |

## Calendari 2007
Cada prova comprèn dues curses de 50 quilòmetres cadascuna. La graella de la primera cursa es configura amb una sessió de classificació i la graella de la segona cursa es configura amb els resultats de la primera cursa i amb inversió de les posicions dels vuit primers classificats.
| Cursa | Data           | País            | Circuit      | Pilot guanyador    |
| ----- | -------------- | --------------- | ------------ | ------------------ |
| 1     | 11 de març     | Brasil          | Curitiba     | Jörg Müller        |
| 2     | 11 de març     | Brasil          | Curitiba     | Augusto Farfus Jr. |
| 3     | 6 de maig      | Països Baixos   | Zandvoort    | Alain Menu         |
| 4     | 6 de maig      | Països Baixos   | Zandvoort    | Gabriele Tarquini  |
| 5     | 20 de maig     | Espanya         | Xest         | James Thompson     |
| 6     | 20 de maig     | Espanya         | Xest         | James Thompson     |
| 7     | 3 de juny      | França          | Pau          | Alain Menu         |
| 8     | 3 de juny      | França          | Pau          | Augusto Farfus Jr. |
| 9     | 17 de juny     | República Txeca | Brno         | Félix Porteiro     |
| 10    | 17 de juny     | República Txeca | Brno         | Jörg Müller        |
| 11    | 8 de juliol    | Portugal        | Boavista     | Alain Menu         |
| 12    | 8 de juliol    | Portugal        | Boavista     | Andy Priaulx       |
| 13    | 29 de juliol   | Suècia          | Anderstorp   | Robert Huff        |
| 14    | 29 de juliol   | Suècia          | Anderstorp   | Rickard Rydell     |
| 15    | 26 d'agost     | Alemanya        | Oschersleben | Yvan Muller        |
| 16    | 26 d'agost     | Alemanya        | Oschersleben | Augusto Farfus Jr. |
| 17    | 23 de setembre | Regne Unit      | Brands Hatch | Alain Menu         |
| 18    | 23 de setembre | Regne Unit      | Brands Hatch | Andy Priaulx       |
| 19    | 7 d'octubre    | Itàlia          | Monza        | Yvan Muller        |
| 20    | 7 d'octubre    | Itàlia          | Monza        | Jordi Gené         |
| 21    | 18 de novembre | Macau           | Macau        | Alain Menu         |
| 22    | 18 de novembre | Macau           | Macau        | Andy Priaulx       |

## Resultats finals

### Pilots
Sistema de Punts: 10-8-6-5-4-3-2-1 per als vuit primers classificats.

### Constructors
| Pos. | Constructor | Cotxe                    | Victòries | Punts |
| ---- | ----------- | ------------------------ | --------- | ----- |
| 1    | BMW         | BMW 320si                | 9         | 255   |
| 2    | SEAT        | SEAT León, SEAT León TDI | 4         | 249   |
| 3    | Chevrolet   | Chevrolet Lacetti        | 7         | 218   |
| 4    | Alfa Romeo  | Alfa Romeo 156           | 2         | 124   |